# 道格·埃林
道格·埃林（Douglas Reed "Doug" Ellin，1968年4月6日—）是美國的一位編劇和導演。他最著名的作品是擔任HBO電視劇我家也有大明星的編劇。他畢業於杜蘭大學。